# Porto Alegre do Norte
Porto Alegre do Norte é um município brasileiro do estado de Mato Grosso.

## História
As terras onde está localizada a cidade, era habitada por povos indígenas da nação tapirapé. Na década de 1940 colonos e exploradores fixaram-se na região e em 1966 já existia uma concentração urbana, então denominada Beira Rio.[carece de fontes?]
O progresso da região ocorreu com a abertura da estrada BR-158, em 1975, e o aumento do número de posseiros e a chegada de trabalhadores para a implantação das fazendas, propicia a evolução econômica da localidade. Em 1986, com a Lei n.º 5.010, de 13 de maio criou-se o município, desmembrado dos municípios de Luciara e São Félix do Araguaia.
O primeiro prefeito foi Rodolfo Alexandre Inácio.

## Toponímia
A denominação "Porto Alegre" é da exploração da navegação do Rio Tapirapé, através do embarque local de mercadorias. Houve a alteração para Porto Alegre do Norte por meio da lei estadual nº 5010, de 13-05-1986.

## Geografia

### Localização
O município de Porto Alegre do Norte está localizado na região nordeste do estado de Mato Grosso, entre dois grandes rios, Araguaia e Tapirapé, à margem esquerda do rio Xavantino afluente do rio Araguaia e, no fundo, à margem do rio Fontoura afluente do rio Xingu, privilegiado por se encontrar na parte central de uma Micro-região formada por 14 municípios circunvizinhos.

### Distritos
- Nova Floresta

### Rio principal
O rio Tapirapé é um dos principais afluentes do rio Araguaia no Norte e abastece a cidade de Porto Alegre do Norte.

## População
A população de Porto Alegre do Norte é de 12 127 habitantes, com densidade demográfica de 3,05 habitantes/km², conforme dados do IBGE de 2022.

## Economia e infraestrutura
O município tem uma economia baseada na agropecuária e comércio.
Na pecuária pode-se considerar como principal a criação de gado de corte, porém vem se destacando como forte bacia leiteira do Vale do Araguaia. Já a agricultura em plena expansão, atualmente cultiva-se soja, milho, arroz entre outros cereais, conta também com fabricação de biodiesel. O comércio local é o principal responsável pela criação de empregos, contudo com a ampliação da agropecuária, esse cenário está mudando.[carece de fontes?]

### Acesso ao Município
- BR-158[14][15]
- MT-550[16]
- MT-412[17]
- MT-437[18]
- Aeroporto De Porto Alegre Do Norte[19][20]

### Educação
O município conta com 6 escolas estaduais,5 Municipais e uma creche.

#### Estaduais
- Escola Estadual Alexandre Quirino De Souza[21]
- Escola Estadual Tapirapé
- Escola Estadual 13 De Maio
- Escola Estadual Gilvan De Souza[22]
- Escola Estadual José Gonçalves Dos Santos[23]
- Escola Estadual Rural Antonia Leão Dos Santos[24]

#### Municipais
- Escola Municipal Boa Esperança
- Escola Municipal São Geraldo
- Escola Municipal Extensão Boa Esperança
- Escola Municipal Nova Floresta
- Escola Municipal Setor Valdecy
- Creche Municipal Maria Nilza Monteiro Sales[25]

## Comunicação
A televisão, rádio e internet são os principais meios de comunicação de Porto Alegre do Norte.

### Televisão
- TV Centro América (Repetidora de sinal de Cuiabá, filiada Rede Globo).

### Rádios
- Rádio Big FM 88.7[26]
- Rádio Tapirapé FM 98.5[27]

## Últimos prefeitos eleitos

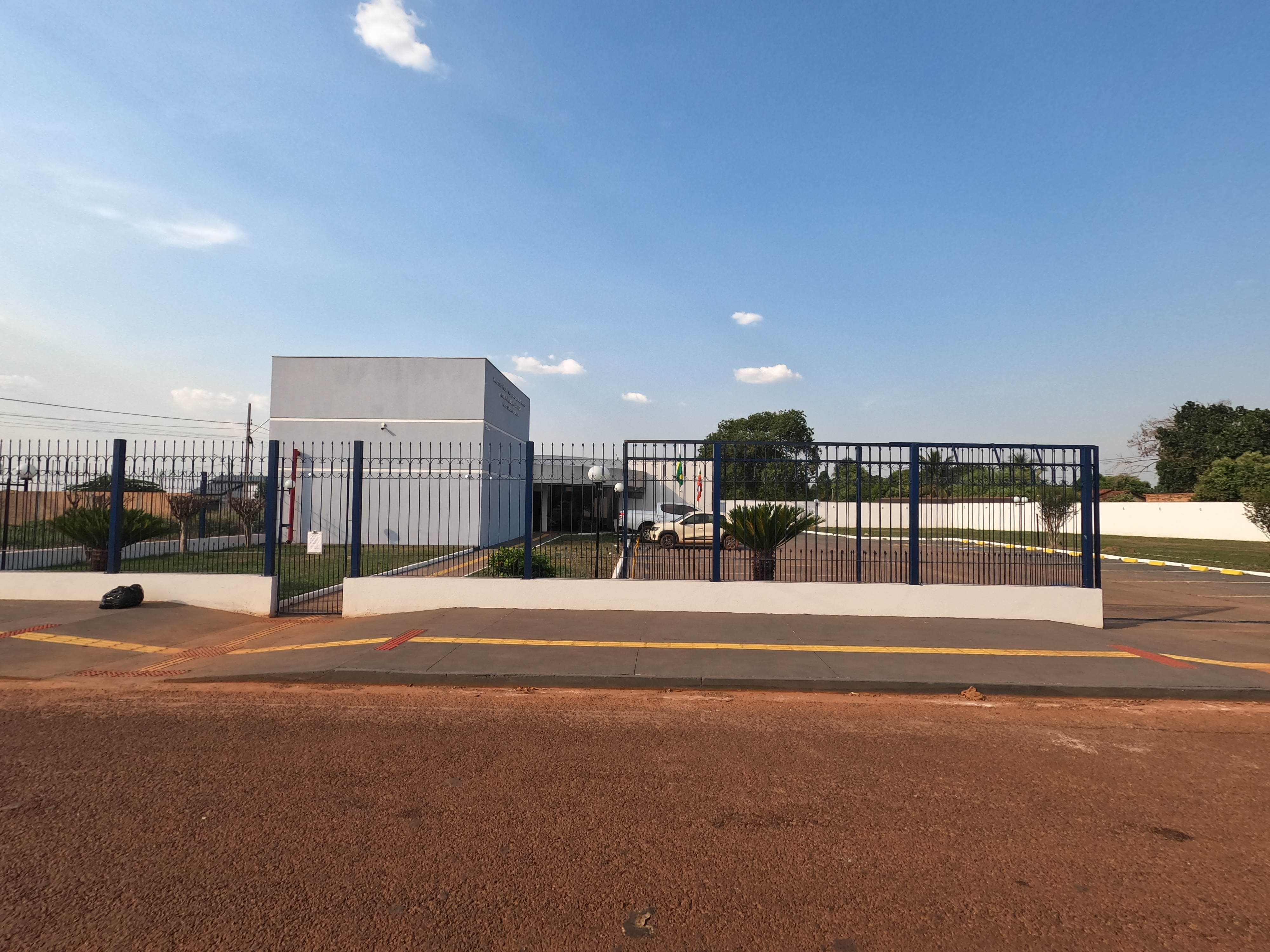
Promotoria de Justiça de Porto Alegre do Norte

| Ano  | Prefeito           | Partido | Votos | %      | Ref    |
| ---- | ------------------ | ------- | ----- | ------ | ------ |
| 2004 | Tarzan             | PMN     | 1.411 | 29,86  | [ 28 ] |
| 2008 | Tarzan             | PMN     | 1.987 | 40,45  | [ 29 ] |
| 2012 | Emival Freitas     | PSD     | 1.806 | 36,60  | [ 30 ] |
| 2016 | Daniel Da Itaquerê | PDT     | 2.057 | 37,69  | [ 31 ] |
| 2020 | Daniel do Lago     | PDT     | 5.124 | 100,00 | [ 32 ] |